# Bad Liar (canção de Selena Gomez)
"Bad Liar" é uma canção da cantora estadunidense Selena Gomez. Foi composta pela própria em conjunto com Julia Michaels, Justin Tranter e Ian Kirkpatrick, sendo produzida pelo último. Por apresentar demonstrações de "Psycho Killer", da banda Talking Heads, David Byrne, Chris Frantz e Tina Weymouth também são creditados como compositores. A faixa foi lançada em 18 de maio de 2017, através da Interscope Records, e foi eleita a melhor canção do ano pela revista Billboard.

## Desempenho nas tabelas musicais

### Posições
| Tabela musical (2017)                                  | Melhor posição |
| ------------------------------------------------------ | -------------- |
| Alemanha (Media Control Charts)                        | 36             |
| Austrália (ARIA Charts)                                | 13             |
| Áustria (Ö3 Austria Top 40)                            | 27             |
| Bélgica (Ultratop 50 de Flandres)                      | 45             |
| Bélgica (Ultratip da Valônia)                          | 10             |
| Canadá (Canadian Hot 100)                              | 11             |
| Dinamarca (Tracklisten)                                | 38             |
| Escócia (The Official Charts Company)                  | 17             |
| Eslováquia (IFPI Slovenská Republika)                  | 8              |
| Espanha (Productores de Música de España)              | 13             |
| Estados Unidos (Billboard Hot 100)                     | 20             |
| Estados Unidos (Pop Songs)                             | 13             |
| Estados Unidos (Adult Pop Songs)                       | 30             |
| Finlândia (IFPI Finlândia)                             | 20             |
| França (Syndicat National de l'Édition Phonographique) | 36             |
| Irlanda (Irish Recorded Music Association)             | 23             |
| Itália (Federazione Industria Musicale Italiana)       | 47             |
| Líbano (The Official Lebanese Top 20)                  | 8              |
| México (Mexico Airplay)                                | 15             |
| Noruega (VG-lista)                                     | 28             |
| Países Baixos (MegaCharts)                             | 43             |
| Portugal (Associação Fonográfica Portuguesa)           | 24             |
| Reino Unido (UK Singles Chart)                         | 21             |
| Chéquia (IFPI Česká Republika)                         | 13             |
| Suécia (Sverigetopplistan)                             | 23             |
| Suíça (Schweizer Hitparade)                            | 31             |

### Certificações
| País (Empresa)        | Certificação |
| --------------------- | ------------ |
| Austrália (ARIA)      | Platina      |
| Canadá (Music Canada) | Platina      |
| Itália (FIMI)         | Ouro         |
| Reino Unido (BPI)     | Prata        |

## Histórico de lançamento
| País           | Data                | Formato           | Gravadora  |
| -------------- | ------------------- | ----------------- | ---------- |
| Mundo          | 18 de maio de 2017  | Download digital  | Interscope |
| Países Baixos  | 20 de maio de 2017  | Rádios mainstream | Interscope |
| Estados Unidos | 23 de maio de 2017  | Rádios mainstream | Interscope |
| Itália         | 23 de junho de 2017 | Rádios mainstream | Universal  |